# ستيف كلاركسون
ستيف كلاركسون (بالإنجليزية: Steve Clarkson)‏ هو مدرب رياضي ولاعب كرة قدم كندية أمريكي، ولد في 31 أكتوبر 1961 في لوس أنجلوس في الولايات المتحدة.

## وصلات خارجية
- ستيف كلاركسون على موقع JustSportsStats.com (الإنجليزية)